# Prasinocyma eichhorni
Prasinocyma eichhorni là một loài bướm đêm trong họ Geometridae.